# Базална ламина
Базална ламина је слој екстрацелуларног матрикса који луче епителне ћелије, на коме се налази епител. Често се погрешно назива базална мембрана, иако чини део базалне мембране. Базална ламина је видљива само под електронским микроскопом, где се појављује као електронски густ слој дебљине 20–100 нанометара (са неким изузецима који су дебљи, као што је базална ламина у плућним алвеолама и бубрежним гломерулама).

## Функција
Базалну ламину праве и одржавају ћелије које належу на њу. Делује као тачка везивања за ћелије. Међутим, може имати и другу функцију као што је баријера пропустљивости у гломерулу (производња урина). Неки од матриксних молекула (базалне ламине) посредују у синаптичкој адхезији у неуромускуларним синапсама.
Алпортов синдром је генетски поремећај који је резултат мутација гена COL4A3/4/5. Ови гени су важни у синтези колагена IV и формирању базалне мембране. Код особа са овим синдромом базална мембрана у структурама као што су гломерула, уши и очи не функционише исправно, што узрокује симптоме као што су крв у урину, губитак слуха и проблеме са видом.